# Blumenbachia insignis
Blumenbachia insignis är en brännreveväxtart som beskrevs av Heinrich Adolph Schrader. Blumenbachia insignis ingår i släktet Blumenbachia och familjen brännreveväxter. Inga underarter finns listade i Catalogue of Life.

## Bildgalleri

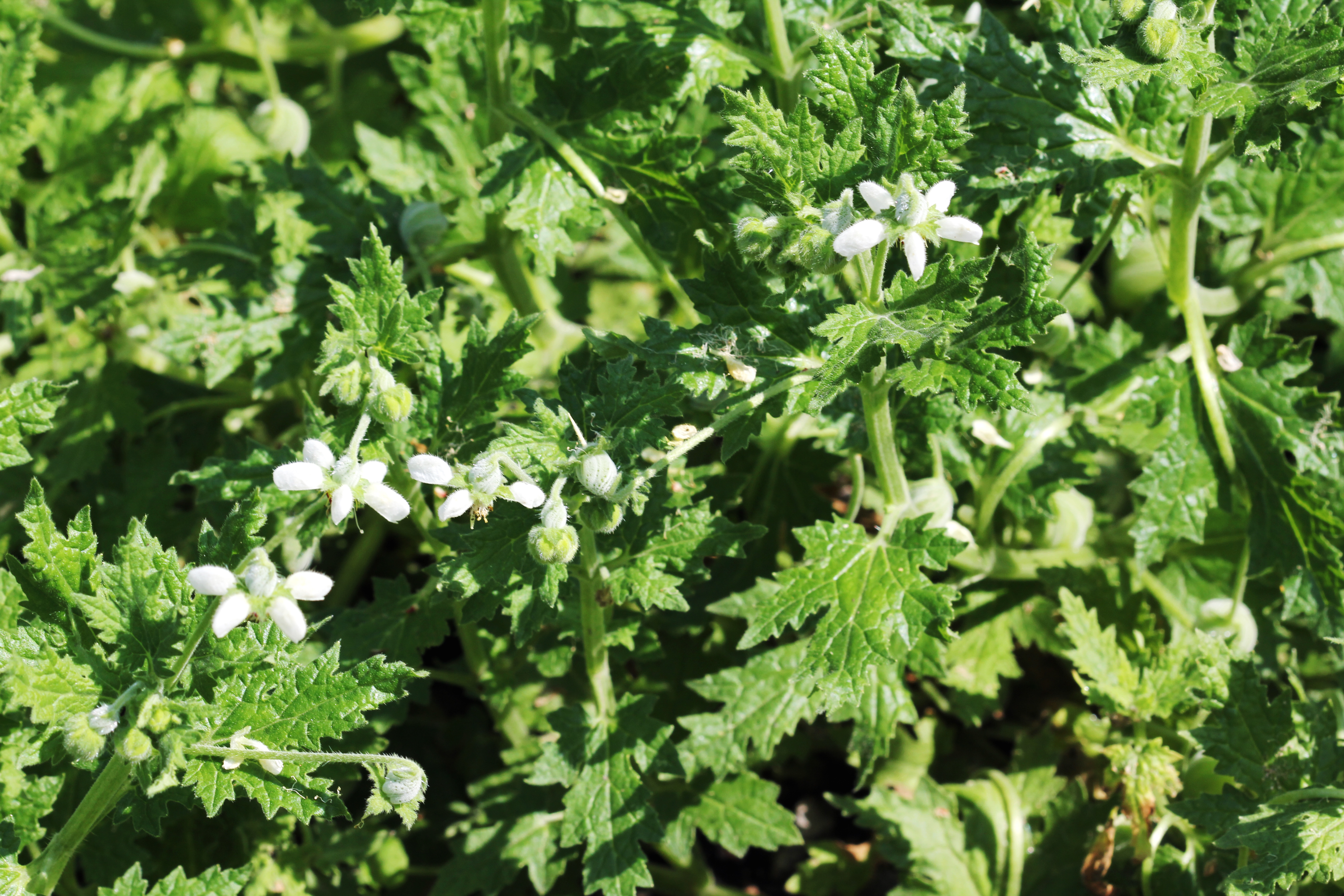
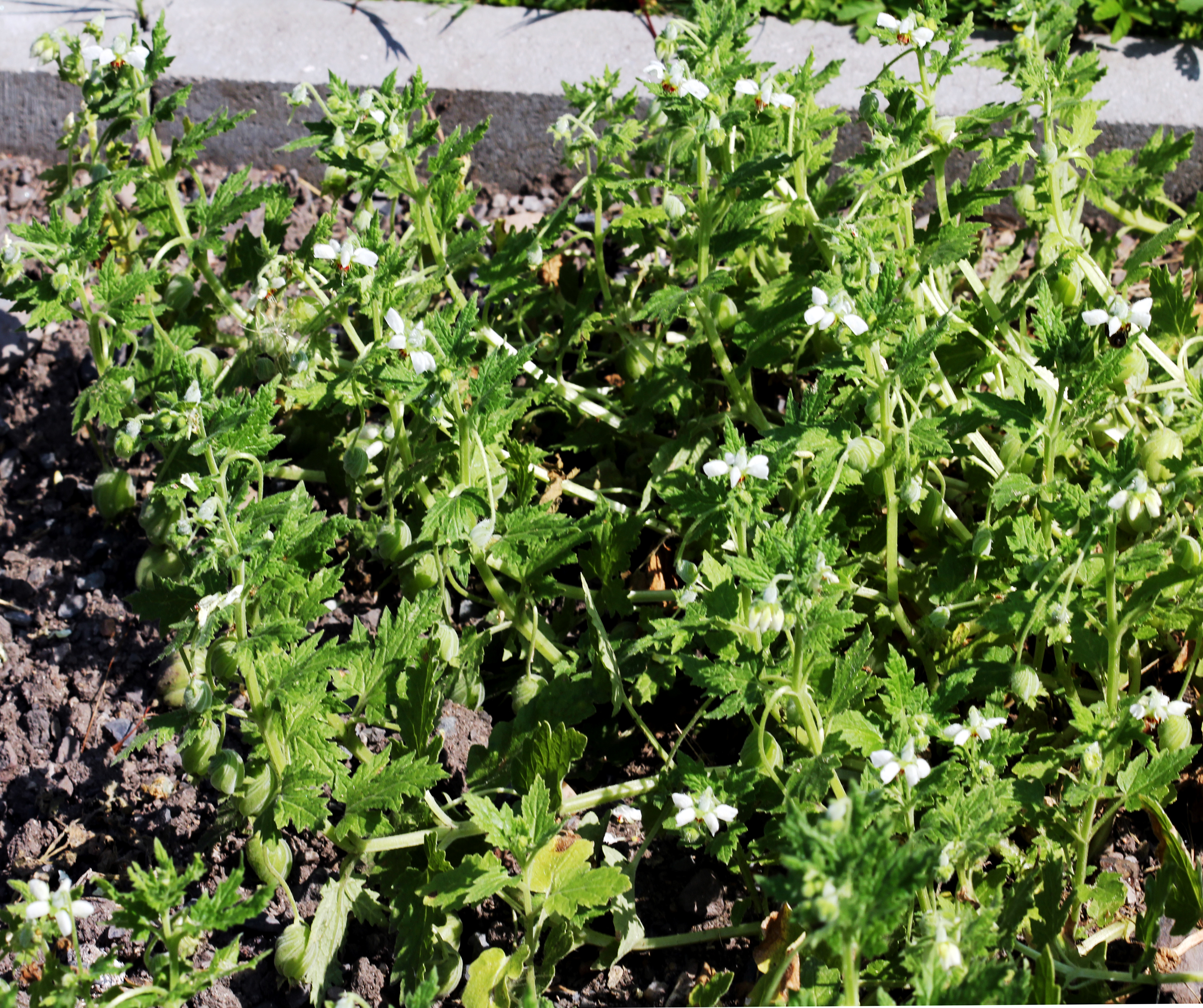
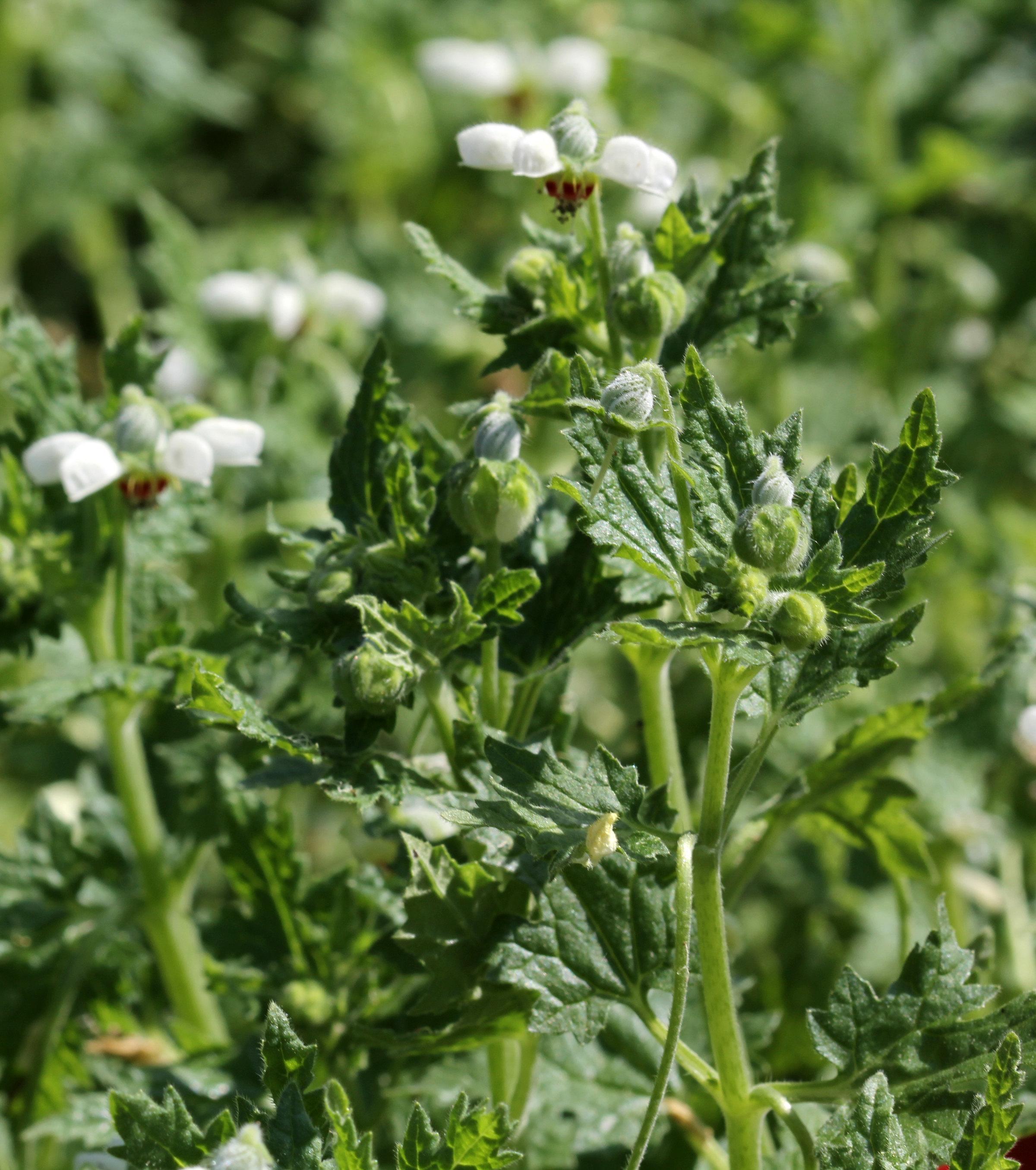
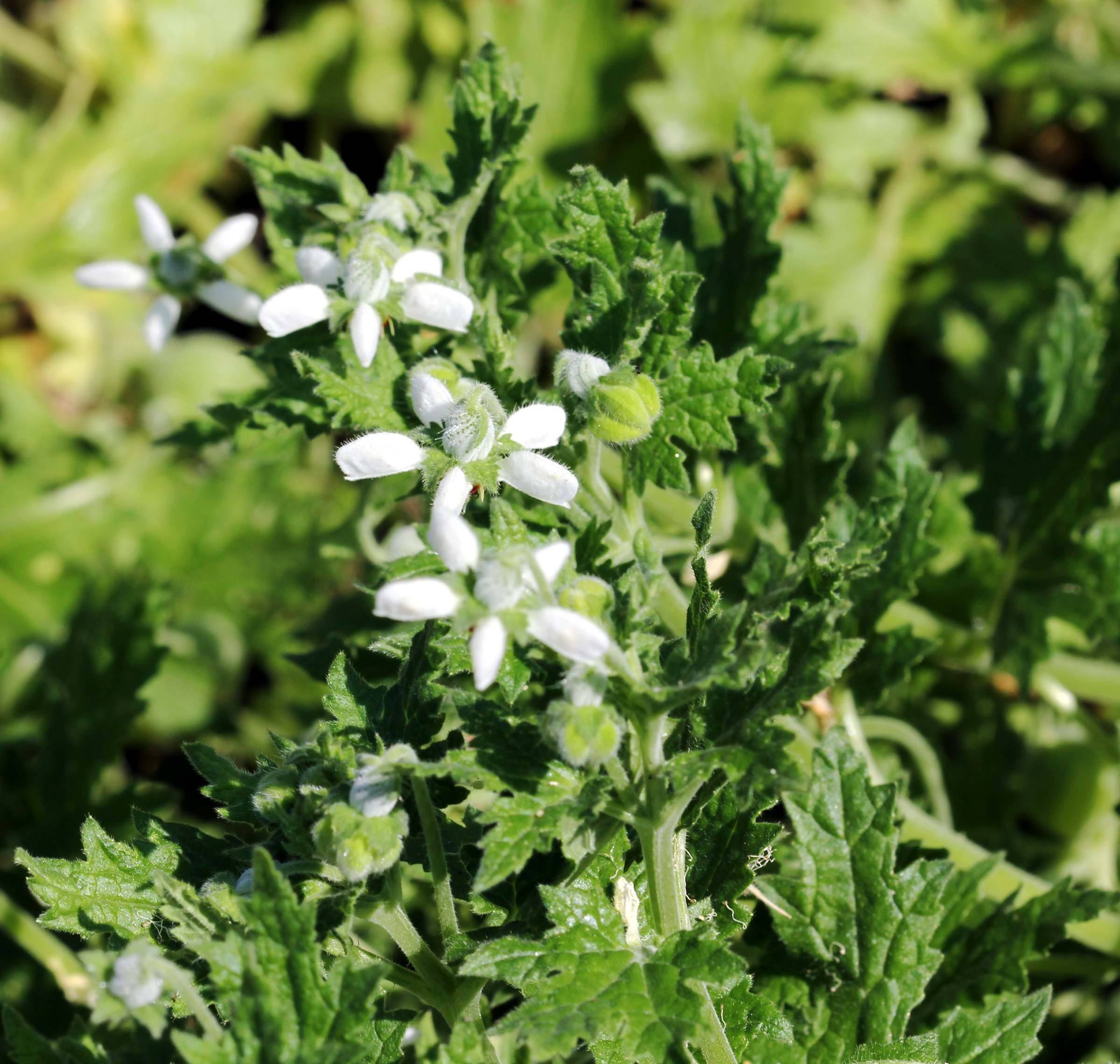
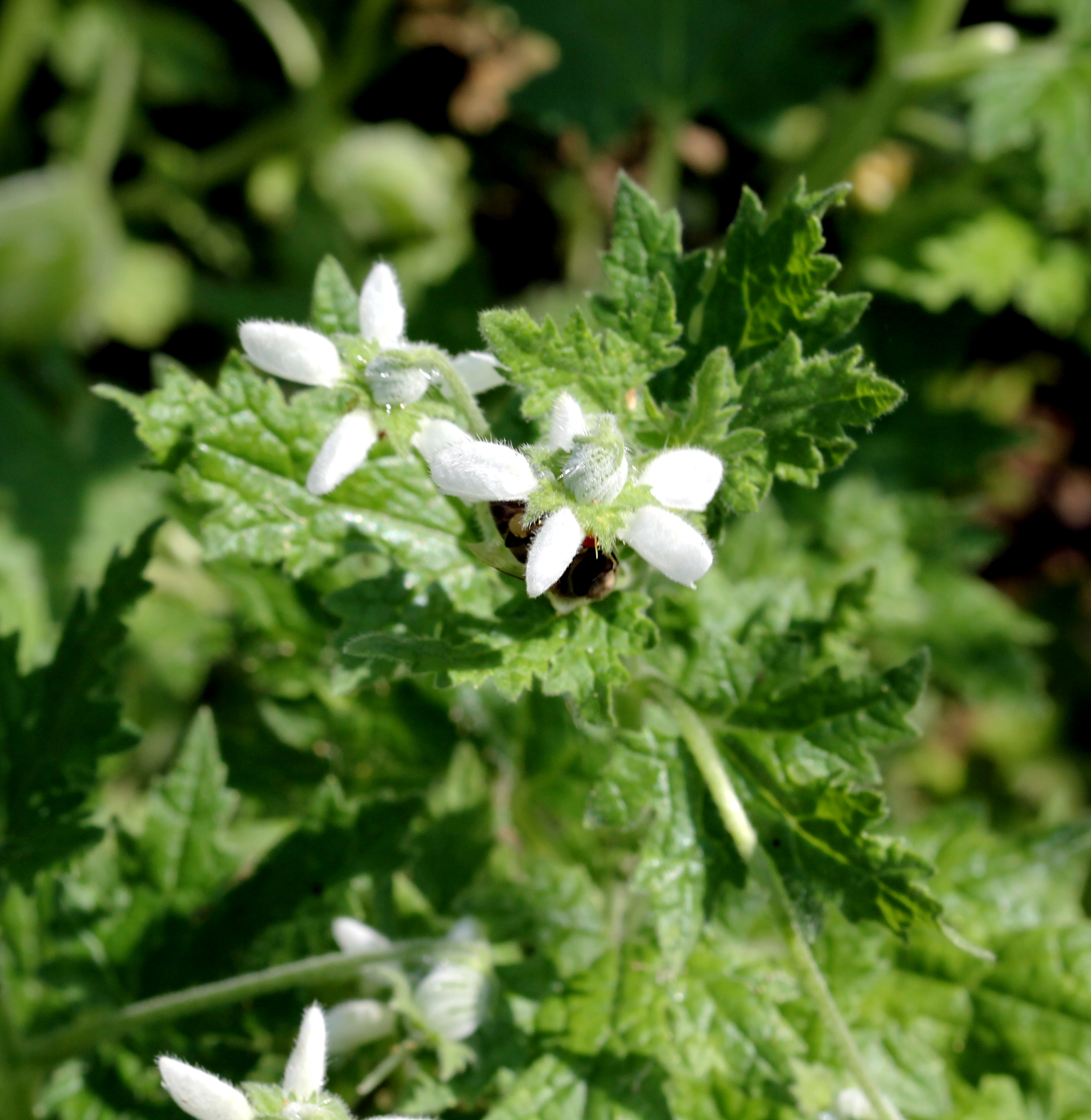